# 天辅 (金朝)
天辅（1117年—1123年九月）是金太祖的第二个年號。金太祖使用这个年號一共七年。

## 大事记
- 收國二年（1117年）十二月一日（庚申朔日；西曆1月5日），諳班勃極烈完顏吳乞買及群臣為阿骨打上尊號稱大聖皇帝，改陰曆第二年（1117年）為天輔元年。[2]
- 天輔七年（1123年）八月二十八日（戊申日；西曆9月19日），金太祖駕崩。[3]九月六日（丙辰日；西曆9月27日），吳乞買即皇帝位為金太宗。十六日（丙寅日；西曆10月7日），大赦天下。改天輔七年為天會元年。[4]

## 逝世
- 1123年9月19日，金太祖完顏阿骨打。

## 纪年對照表
| 天辅 | 元年         | 二年              | 三年              | 四年              | 五年         | 六年         | 七年         |
| ---- | ------------ | ----------------- | ----------------- | ----------------- | ------------ | ------------ | ------------ |
| 公元 | 1117年       | 1118年            | 1119年            | 1120年            | 1121年       | 1122年       | 1123年       |
| 干支 | 丁酉         | 戊戌              | 己亥              | 庚子              | 辛丑         | 壬寅         | 癸卯         |
| 北宋 | 政和七年     | 政和八年 重和元年 | 重和二年 宣和元年 | 宣和二年          | 宣和三年     | 宣和四年     | 宣和五年     |
| 辽朝 | 天庆七年     | 天庆八年          | 天庆九年          | 天庆十年          | 保大元年     | 保大二年     | 保大三年     |
| 西夏 | 雍寧四年     | 雍寧五年          | 元德元年          | 元德二年          | 元德三年     | 元德四年     | 元德五年     |
| 李朝 | 會祥大慶八年 | 會祥大慶九年      | 會祥大慶十年      | 天符睿武元年      | 天符睿武二年 | 天符睿武三年 | 天符睿武四年 |
| 日本 | 永久五年     | 永久六年 元永元年 | 元永二年          | 元永三年 保安元年 | 保安二年     | 保安三年     | 保安四年     |

## 同期存在的其他政權年號
- 中國
  - 政和（1111年－1118年）：北宋—宋徽宗趙佶之年號
  - 重和（1118年－1119年）：北宋—宋徽宗趙佶之年號
  - 宣和（1119年－1125年）：北宋—宋徽宗趙佶之年號
  - 天慶（1111年－1120年）：遼—遼天祚帝耶律延禧之年號
  - 保大（1121年－1125年）：遼—遼天祚帝耶律延禧之年號
  - 建福（1122年）：北遼—遼宣宗耶律淳之年號
  - 德興（1122年）：北遼—德妃蕭普賢女之年號
  - 神曆（1123年）：西北遼—梁王耶律雅里之年號
  - 天復（1123年）：奚—回離保之年號
  - 天嗣（1123年）：奚—蕭幹之年號
  - 雍寧（1114年－1118年）：西夏—夏崇宗李乾順之年號
  - 元德（1119年－1127年）：西夏—夏崇宗李乾順之年號
  - 文治（1110年－1121年）：大理—段正嚴之年號
  - 嘉永（1122年－1128年）：大理—段正嚴之年號
- 越南
  - 會祥大慶（1110年－1119年）：李朝—李乾德之年號
  - 天符睿武（1120年－1126年）：李朝—李乾德之年號
- 日本
  - 永久（1113年－1118年）：鳥羽天皇之年號
  - 元永（1118年－1120年）：鳥羽天皇之年號
  - 保安（1120年－1124年）：鳥羽天皇與崇德天皇之年號

## 深入閱讀
- 李崇智. . 北京: 中華書局. 2004年12月. ISBN 7101025129.
- 鄧洪波. . 臺北: 國立臺灣大學東亞經典與文化研究計劃. 2005年3月  [2021-12-28]. ISBN 9789860005189. （原始内容 (pdf)存档于2007-08-25）.

## 参看
- 中国年号列表
- 其他政权使用的天辅年号

| 前一年號： 收國 | 金朝年号 | 下一年號： 天會 |